# Samuel Buček
Samuel Buček (né le 19 décembre 1998 à Nitra en Slovaquie) est un joueur professionnel slovaque de hockey sur glace. Il évolue au poste d'attaquant.

## Biographie

### Carrière en club
Formé au HK Nitra, il joue son premier match en senior avec l'équipe de Slovaquie moins de 18 ans dans la 1.liga slovaque en 2014. La saison suivante, il découvre l'Extraliga slovaque avec le HK Nitra. Il s'aguérit dans les ligues juniors nord-américaines de 2016 à 2018. Sous les couleurs de son club formateur, Buček termine meilleur pointeur et buteur de la saison régulière de l'Extraliga 2021-2022. Il récidive lors des séries éliminatoires alors que le HK Nitra s'incline en finale face au HC Slovan Bratislava.

### Carrière internationale
Il représente la Slovaquie au niveau international. Il prend part aux sélections jeunes.

## Trophées et honneurs personnels

### Extraliga slovaque
- 2018-2019 : termine meilleur buteur des séries éliminatoires.
- 2021-2022 : termine meilleur buteur de la saison régulière.
- 2021-2022 : termine meilleur pointeur de la saison régulière.

## Statistiques

### En club
| Saison    | Équipe                   | Ligue              |    | Saison régulière | Saison régulière | Saison régulière | Saison régulière | Saison régulière |    | Séries éliminatoires | Séries éliminatoires | Séries éliminatoires | Séries éliminatoires | Séries éliminatoires |
| Saison    | Équipe                   | Ligue              | PJ | B                | A                | Pts              | Pun              | PJ               | B  | A                    | Pts                  | Pun                  |                      |                      |
| 2014-2015 | Slovaquie M18            | 1.liga slovaque    | 29 | 6                | 5                | 11               | 12               | -                | -  | -                    | -                    | -                    |                      |                      |
| 2015-2016 | HK Nitra                 | Extraliga slovaque | 26 | 1                | 4                | 5                | 4                | -                | -  | -                    | -                    | -                    |                      |                      |
| 2015-2016 | Steel de Chicago         | USHL               | 18 | 4                | 6                | 10               | 24               | -                | -  | -                    | -                    | -                    |                      |                      |
| 2016-2017 | Cataractes de Shawinigan | LHJMQ              | 52 | 12               | 21               | 33               | 26               | 4                | 0  | 1                    | 1                    | 0                    |                      |                      |
| 2017-2018 | Steel de Chicago         | USHL               | 49 | 20               | 24               | 44               | 48               | 5                | 3  | 4                    | 7                    | 2                    |                      |                      |
| 2018-2019 | HK Nitra                 | Extraliga slovaque | 53 | 30               | 21               | 51               | 20               | 18               | 9  | 5                    | 14                   | 4                    |                      |                      |
| 2019-2020 | KooKoo Kouvola           | Liiga              | 5  | 0                | 1                | 1                | 0                | -                | -  | -                    | -                    | -                    |                      |                      |
| 2019-2020 | HK Nitra                 | Extraliga slovaque | 42 | 15               | 12               | 27               | 36               | -                | -  | -                    | -                    | -                    |                      |                      |
| 2020-2021 | HC Slovan Bratislava     | Extraliga slovaque | 14 | 5                | 6                | 11               | 4                | 4                | 0  | 2                    | 2                    | 8                    |                      |                      |
| 2021-2022 | HK Nitra                 | Extraliga slovaque | 50 | 41               | 23               | 64               | 34               | 19               | 13 | 11                   | 24                   | 18                   |                      |                      |
| 2022-2023 | Neftekhimik Nijnekamsk   | KHL                | 6  | 0                | 0                | 0                | 0                | -                | -  | -                    | -                    | -                    |                      |                      |
| 2022-2023 | HC Oceláři Třinec        | Extraliga tchèque  | 36 | 7                | 3                | 10               | 4                | 8                | 0  | 0                    | 0                    | 0                    |                      |                      |

### En équipe nationale
| Année | Compétition                          |   | PJ | B | A | Pts | Pun | +/-             |  | Résultat |
| 2016  | Championnat du monde moins de 18 ans | 5 | 4  | 1 | 5 | 12  | +1  | Cinquième place |  |          |
| 2018  | Championnat du monde junior          | 5 | 3  | 4 | 7 | 0   | +3  | Septième place  |  |          |